# Saweetie
Saweetie (n. 2 iulie 1993, Hayward⁠(d), California, SUA) este o rapperiță americană din California.